# Daniel de Saxe
Titre
Prétendant au trône de Saxe et de  Pologne
Depuis le 29 mars 2022
(3 ans et 2 mois)
Daniel de Saxe, duc de Saxe, margrave de Misnie (en allemand : Daniel von Sachsen, Herzog zu Sachsen, Markgraf von Meißen), né le 23 juin 1975 à Duisbourg, Rhénanie-du-Nord-Westphalie, est un homme politique, entrepreneur et un prince de la maison de Saxe. 
Il est un des prétendants au trône de Saxe depuis le 29 mars 2022.
Daniel de Saxe est également l'un des fondateurs du Wettin Forest Service et de la Wettiner Golf Cup.

## Jeunesse
Daniel de Saxe est né en 1975, à Duisbourg, en Allemagne. Il est le fils aîné et héritier de Ruediger, margrave de Meissen et chef contesté de la maison royale déchue de Saxe. Sa mère est Astrid Linke (1949-1989),. 
Il grandit en Allemagne de l'Ouest, à Stein-Wingert. Il ne revient à Dresde que bien après la chute du mur de Berlin. Après l'école secondaire, il rejoint l'armée, puis étudie l'économie d'entreprise à l'Université RWTH d'Aix-la-Chapelle et se forme également à la sylviculture.

## Carrière
Avec son père, le prince Ruediger, il a fondé en 2003, et dirige toujours, le Wettinische Forstverwaltung (Service forestier de Wettin). Il organise également des expositions dans l'un des palais de la famille, le château de Moritzburg (le célèbre pavillon de chasse baroque de son ancêtre Frédéric-Auguste le Fort).
Depuis 2004, il est membre du conseil municipal de Moritzburg et de l'Arrondissement de Meißen au sein du parti CDU. En 2017, il se désiste en tant que candidat potentiel pour devenir roi de Pologne, déclarant qu'en tant que démocrate, il n'est pas intéressé à être un monarque non élu.

## Vie familiale et personnelle
En 2001-2002, il est fiancé à la chanteuse Christina Linhardt (en). Deux chansons de son CD Circus Sanctuary font allusion à leur relation.
Le 30 juillet 2011, à Moritzburg, il épouse Sandra Scherer, une informaticienne des médias travaillant dans le domaine médical universitaire, née à Überlingen le 18 octobre 1977. 
Ils ont deux enfants, : 
1. Anna Catharina Sophie, née à Radebeul, le 13 janvier 2013 ;
2. Gero Friedrich Johann, né à Dresde, le 13 avril 2015.

Les passe-temps de Daniel incluent la chasse, la culture, l'art, les nouveaux médias, les ordinateurs, Internet (il a créé le site Web pour sa famille), l'histoire de la Saxe, la politique et le golf. Il est l'un des fondateurs de la Wettiner Golf Cup.

## Prétendant au trône de Saxe
Daniel de Saxe est prétendant au trône de Saxe, depuis la mort de son père, le 29 mars 2022.
Bien que la position de son père à la tête de la maison royale de Saxe ait été contestée, le titre royal est effectivement devenu une partie du nom de Daniel (Prinz von Sachsen) et il est toujours le descendant aîné du dernier monarque régnant de Saxe, dans la lignée masculine royale. Une situation analogue s'applique pour le chef de la famille noble prussienne, la maison de Hohenzollern .